# سيباستيان كلوتز
سيباستيان كلوتز (بالألمانية: Sebastian Klotz)‏ هو صانع آلة موسيقية ‏ ألماني، ولد في 18 يناير 1696 في ميتنفالد في ألمانيا، وتوفي بنفس المكان في 20 يناير 1775.